# Ueneg (faraone)
Ueneg (fl. XXIX secolo a.C.) è stato un faraone appartenente alla II dinastia egizia.

## Biografia
Di questo sovrano non sappiamo quasi nulla, anche il suo nome Horo è dubbio in quanto non sono stati ritrovati serekht chiaramente collegabili con lui.
Alcuni propongono che l'effettivo nome Horo di Ueneg potrebbe essere Uenegsekhemwy (trovato su un frammento di stoviglia), altri propongono Za.
Il geroglifico utilizzato nel nbty (nebti) (Le due Signore), come risulta dai graffiti su undici frammenti di vasellame ritrovati nei pressi della piramide a gradoni di Saqqara,  riporta l'immagine di un fiore sconosciuto. Questo glifo cadde in disuso molto prima della redazione delle liste reali in cui venne interpretato come fusto di papiro (w3ḏ), da cui il nome Uadjnes che è però femminile e letteralmente significa verde di lingua.
La traduzione in greco di tale nome net-las ha generato il Tlas con cui questo sovrano è ricordato da Manetone.
È anche da riferire che un altro documento indica come successore di Ninetjer un sovrano con nome nswt-bty Nefersenedj-Rau che potrebbe essere messo in relazione con Sened, di norma considerato il successore di Ueneg. Secondo questa teoria Sened e Ueneg avrebbero regnato contemporaneamente uno sull'Alto e l'altro sul Basso Egitto. Questa ipotesi, che ipotizza una rottura nell'unità dello stato egizio, però non ha finora trovato ulteriori conferme.

## Liste Reali
| M13 | n · s |

| M13 | n · s |

| M13 | n · s |

| M13 | n · s |

| M13 | n · s |

| M13 | n · s |

| M13 | n · s |

| M13 | n · s |

| M13 | V22 · Z1 | F51 |

| M13 | V22 · Z1 | F51 |

| M13 | V22 · Z1 | F51 |

| M13 | V22 · Z1 | F51 |

| M13 | V22 · Z1 | F51 |

| M13 | V22 · Z1 | F51 |

| M13 | V22 · Z1 | F51 |

| M13 | V22 · Z1 | F51 |

| HASH |

| HASH |

| HASH |

| HASH |

| HASH |

| HASH |

| HASH |

| HASH |

## Titolatura
| G5 |

| G5 |

| M3 |

| M3 |

| M3 |

| M3 |

| M3 |

| M3 |

| M3 |

| M3 |

| G16 |

| G16 |

| G8 |

| G8 |

|  |

| M23 · X1 | L2 · X1 |

| M23 · X1 | L2 · X1 |

| M13 | n · s |

| M13 | n · s |

| M13 | n · s |

| M13 | n · s |

| M13 | n · s |

| M13 | n · s |

| M13 | n · s |

| M13 | n · s |

| G39 | N5 |

| G39 | N5 |

|                   | \| \| \| Non ancora in uso \| \| \| |
|                   |                                     |
| Non ancora in uso |                                     |
|                   |                                     |

|                   |
| Non ancora in uso |
|                   |

## Altre datazioni
| Autore        | datazione             |
| ------------- | --------------------- |
| Redford       | 2754 a.C. - 2734 a.C. |
| von Beckerath | 2742 a.C.-2735 a.C.   |
| Malek         | 2707 a.C. - 2700 a.C. |